# Konrad Laskonogi

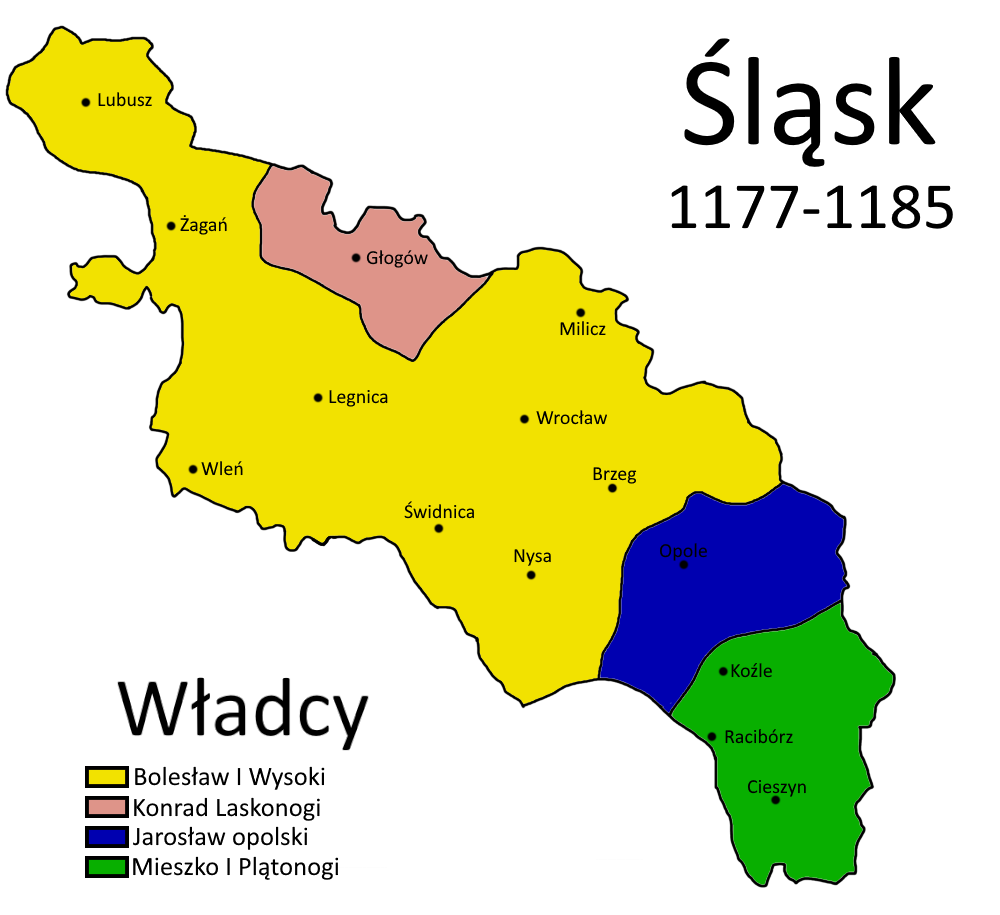
Księstwo Głogowskie pod rządami Konrada Laskonogiego (brązowy kolor)

Konrad Laskonogi (ur. 1146/1157, zm. 17 stycznia między 1180 a 1190) – książę głogowski w latach 1177-1180/1190.
Konrad był trzecim pod względem starszeństwa synem Władysława II Wygnańca i Agnieszki, księżniczki z rodu austriackich Babenbergów. Urodził się najprawdopodobniej w niemieckim Altenburgu, gdzie jego ojciec znalazł się na skutek przegranej wojny domowej z Bolesławem IV Kędzięrzawym i Mieszkiem III Starym. Niewiele zachowało się o nim informacji. Źródła milczą także o Konradzie w kontekście wydzielenia na skutek interwencji Fryderyka Barbarossy Śląska jego starszym braciom: Bolesławowi Wysokiemu i Mieszkowi I Plątonogiemu w 1163 r. Na arenie politycznej Konrad pokazał się dopiero w 1177 r., kiedy to wyniku przegranej wojny z Mieszkiem Plątonogim i utraty władzy Bolesław Wysoki został zmuszony do wydzielenia dzielnicy właśnie Konradowi, który został osadzony w Głogowie. Nie wiadomo, jaki kształt otrzymało wydzielone księstwo. Wiadomość o intronizacji w Głogowie jest zresztą ostatnią o żyjącym Konradzie. Wiadomo tylko, że zmarł 17 stycznia przed 1190 r. Konrad nie zdążył się ożenić i nie pozostawił potomstwa. Nie wiadomo gdzie został pochowany (choć można przypuszczać, że w Głogowie).

## Genealogia
| Bolesław III Krzywousty ur. 20 VIII 1086 zm. 28 X 1138 | Bolesław III Krzywousty ur. 20 VIII 1086 zm. 28 X 1138 |                                               |                                               | Zbysława Światopełkówna ur. w okr. 1085–1090 zm. zap. 1144 | Zbysława Światopełkówna ur. w okr. 1085–1090 zm. zap. 1144 |  |  | Leopold III Święty ur. 1073 zm. 15 XI 1136 | Leopold III Święty ur. 1073 zm. 15 XI 1136 |                                                            |                                                            | Agnieszka von Waiblingen ur. 1072 zm. 24 IX 1143 | Agnieszka von Waiblingen ur. 1072 zm. 24 IX 1143 |
|                                                        |                                                        |                                               |                                               |                                                            |                                                            |  |  |                                            |                                            |                                                            |                                                            |                                                  |                                                  |
|                                                        |                                                        |                                               |                                               |                                                            |                                                            |  |  |                                            |                                            |                                                            |                                                            |                                                  |                                                  |
|                                                        |                                                        | Władysław II Wygnaniec ur. 1105 zm. 30 V 1159 | Władysław II Wygnaniec ur. 1105 zm. 30 V 1159 |                                                            |                                                            |  |  |                                            |                                            | Agnieszka Babenberg ur. ok. 1111 zm. 24 lub 25 I 1160–1163 | Agnieszka Babenberg ur. ok. 1111 zm. 24 lub 25 I 1160–1163 |                                                  |                                                  |
|                                                        |                                                        |                                               |                                               |                                                            |                                                            |  |  |                                            |                                            |                                                            |                                                            |                                                  |                                                  |
|                                                        |                                                        |                                               |                                               |                                                            |                                                            |  |  |                                            |                                            |                                                            |                                                            |                                                  |                                                  |
|                                                        |                                                        |                                               |                                               |                                                            |                                                            |  |  |                                            |                                            |                                                            |                                                            |                                                  |                                                  |

|  |  |  |  | Konrad Laskonogi (ur. w okr. 1146–1157 zm. 17 I w okr. 1180–1190) |